# Tipula submontium
Tipula submontium är en tvåvingeart som beskrevs av Theowald och Oosterbroek 1981. Tipula submontium ingår i släktet Tipula och familjen storharkrankar. Inga underarter finns listade i Catalogue of Life.